# Akoko North West
Akoko North West è una  delle diciotto aree a governo locale (local government areas) in cui è suddiviso lo stato di Ondo, in Nigeria. Estesa su una superficie di 512 chilometri quadrati, conta una popolazione di 213.792 abitanti.